# Prästen som slog knockout
Prästen som slog knockout är en svensk dramafilm från 1943 i regi av Hugo Bolander.

## Handling
Björn Harring studerar teologi, men boxningstränaren Charlie råkar se när han skrämmer bort ett par busar genom skicklig boxning. Harring ska arbeta som hjälppräst i Norrland och vill bland annat bygga en ny ungdomsgård, men det är ingen som vill finansiera den. Charlie behöver en bra boxare och Harring ställer då anonymt upp för att få ihop pengar till sin verksamhet.

## Om filmen
Prästen som slog knockout hade Sverigepremiär den 6 mars 1943. Filmen har visats i SVT, bland annat 1989, 1993, 1996, 2000, 2021 2023 och i april 2025.

## Rollista (i urval)
Källa:
- Allan Bohlin – Björn Harring
- Åke Söderblom – Charlie Ögren
- Gaby Stenberg – Inga Kronfors
- Gösta Cederlund – professor Karl Kronfors, Ingas far, målare
- Ivar Kåge – kyrkoherde Strömberg i Delsnäs
- Sigge Fürst – direktör Hjelm, konsthandlare
- Thor Modéen – bergsprängaren Karlsson
- Gunnar Sjöberg – "artisten"
- Sten Lindgren – Larsson, snickare och kommunalordförande i Delsnäs
- Tom Olsson – Henry, Larssons son
- Carl Reinholdz – "skräcken"
- Gustaf Bergman – boxningstränaren
- Harald Andersson – Harald Karlsson, Karlssons son
- Olle Tandberg – boxaren Olle